# 宋學仁
宋學仁（Hsueh-Jen Sung，1952年12月29日—），出生於台灣，台湾投资界人士。

## 家庭
- 第一任妻子：崔玲，育有一女宋寧。
- 第二任妻子(2005-2020)：台灣女歌手張清芳，育有二子宋迺新和宋迺全。

## 相關公司
- 嵩全有限公司：臺北市內湖區堤頂大道一段33號2樓（統一編號：29074389）
- 新全資產管理有限公司：臺北市內湖區堤頂大道一段33號2樓（統一編號：28848344）
- 泰屋股份有限公司：臺南市永康區永華路32巷29號（統一編號：97335713
- 康諦樂華股份有限公司：臺北市內湖區堤頂大道一段33號2樓（統一編號：50770411）
- 名揚藝廊：臺北市信義區忠孝東路五段364號1樓（統一編號：01528500）